# Kohlbergova teorija moralnog razvoja
Kohlbergova teorija moralnog razvoja prilagodba je psihološke teorije koju je izvorno osmislio Jean Piaget. Lawrence Kohlberg počeo je rad na svojoj teoriji još kao student sveučilišta u Chicagu, i s godinama je razvio svoju teoriju.
Moralno rasuđivanje podijeljeno je u 3 razine (svaka razina ima po 2 faze):
- Predkonvencionalna razina - 1. faza: Heteronomna moralnost, 2. faza: Individualnost i instrumentalnost
- Konvencionalna razina - 3. faza: Prilagođavanje drugima, 4. faza: Red i zakon
- Postkonvencionalna razina - 5. faza: Društveni ugovor i 6. faza: Univerzalna etička prava (filozofska sfera)

## Predkonvencionalna razina
U prvoj fazi "moral proizlazi iz moći i autoriteta." U ovoj fazi procjena moralnosti je apsolutna i usmjerena na objektivne osobine situacije. Moralnost određuju samo autoriteti i njihova pravila se moraju poštovati.
U drugoj fazi "biti moralan znači voditi brigu o sebi." Moralno ponašanje ima smisla ako služi vlastitim interesima. Djeca se drže pravila i surađuju s vršnjacima, gledajući pritom što će dobiti za uzvrat.

## Konvencionalna razina
U trećoj fazi "biti moralan znači činiti ono zbog čega će te drugi voljeti." Ponašanje se prilagođava onom što većina ljudi smatra ispravnim. Pravila treba poštovati da bi te cijenili ljudi do kojih ti je stalo.
U četvrtoj fazi "ispravno je ono što je u skladu sa zakonom." Moralnost se temelji na strogom pridržavanju zakona i obnavljanju dužnosti svakog pojedinca. Pravila vrijede podjednako za sve ljude i služe za rješavanja međuljudskih sukoba.

## Postkonvencionalni ili autonomni stadij
U postkonvencionalnom stadiju traži se utemeljenje morala,ne djeluje se iz poštovanja prema autoritetima, privrženosti nekoj sredini i njenom moralu, nego se djeluje po načelima koja su zasnovana na općim etičkim principima.